# Górnik Zabrze
Górnik Zabrze ist ein polnischer Fußballverein und Handballverein aus der oberschlesischen Stadt Zabrze. Entstanden ist Górnik Zabrze 1948 aus einer Fusion der vier lokalen Fußballvereine RKS Concordia, KS Pogoń, RKS Skra und KS Zjednoczenie. Mit 14 Meistertiteln ist Górnik Zabrze polnischer Vizerekordmeister, konnte jedoch seit 1988 nicht mehr an vergangene Erfolge anknüpfen. Seit jeher ist der Fußballverein ein Symbol der Bergarbeiter des Schlesischen Industriereviers.
Die Spielstätte des von Górnik Zabrze ist seit der Gründung das Ernst-Pohl-Stadion an der Ulica Roosevelta 81. Das Stadion wurde 2004 nach dem deutsch-polnischen Fußballspieler Ernst Pohl benannt. Internationale Spiele wurden zudem teilweise im Schlesischen Stadion im benachbarten Chorzów ausgetragen. Viele ältere Fans erinnern sich noch an Partien gegen Austria Wien oder AS Rom vor über 100.000 Zuschauern.

## Geschichte
Górnik Zabrze ist nach Legia Warschau zusammen mit Ruch Chorzów polnischer Vizerekordmeister mit 14 Titeln in der Meisterschaft und sechs Pokalsiegen des PZPN. In den 1960er Jahren dominierte Górnik Zabrze im polnischen Fußball und sicherte sich in zehn Jahren gleich sechs Meistertitel und drei Pokalsiege. Am 29. April 1970 stand Górnik Zabrze im Finale des Europapokals der Pokalsieger, in dem es sich allerdings Manchester City in Wien mit 1:2 geschlagen geben musste. Der Fußballverein stellte somit die einzige polnische Mannschaft überhaupt, die ein europäisches Finale erreicht hat. In den 1980er Jahren gab es nochmals vier weitere Meistertitel für Górnik Zabrze. Viermal hintereinander beendete die Mannschaft die Saison als erste in der Tabelle und machte ihren Fußballverein zum Rekordmeister.
Nachdem Górnik Zabrze Mitte der 1990er Jahre noch international vertreten war, ging es anschließend aufgrund finanzieller Probleme ständig bergab. Der Fußballverein suchte jahrelang vergeblich nach neuen Sponsoren und musste mehrmals um die Lizenz bangen. Die finanzielle Misere wirkte sich auch auf die sportliche Situation aus, in den Jahren 2005, 2006 und 2007 konnte man sich nur knapp vor dem Abstieg retten. In den schwierigsten Zeiten waren die Fans diejenigen, die Górnik Zabrze gerettet haben. Beim Abstiegskampf 2006 und 2007 pilgerten bis zu 20.000 Fans ans Ernst-Pohl-Stadion. Górnik Zabrze konnte trotz schlechter Leistung zeitweise den höchsten Zuschauerzuspruch vor Ort verzeichnen.

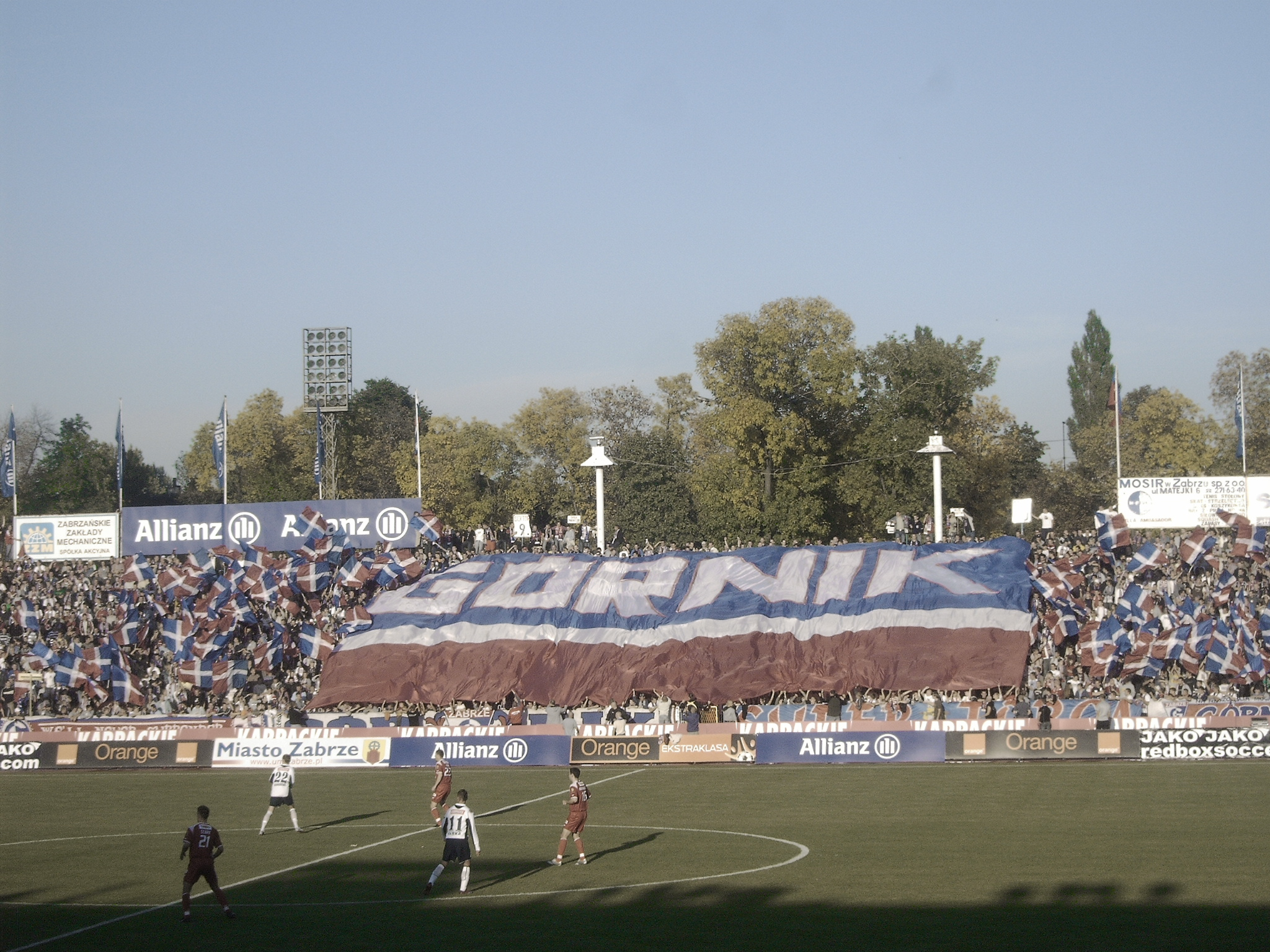
Fanchoreographie

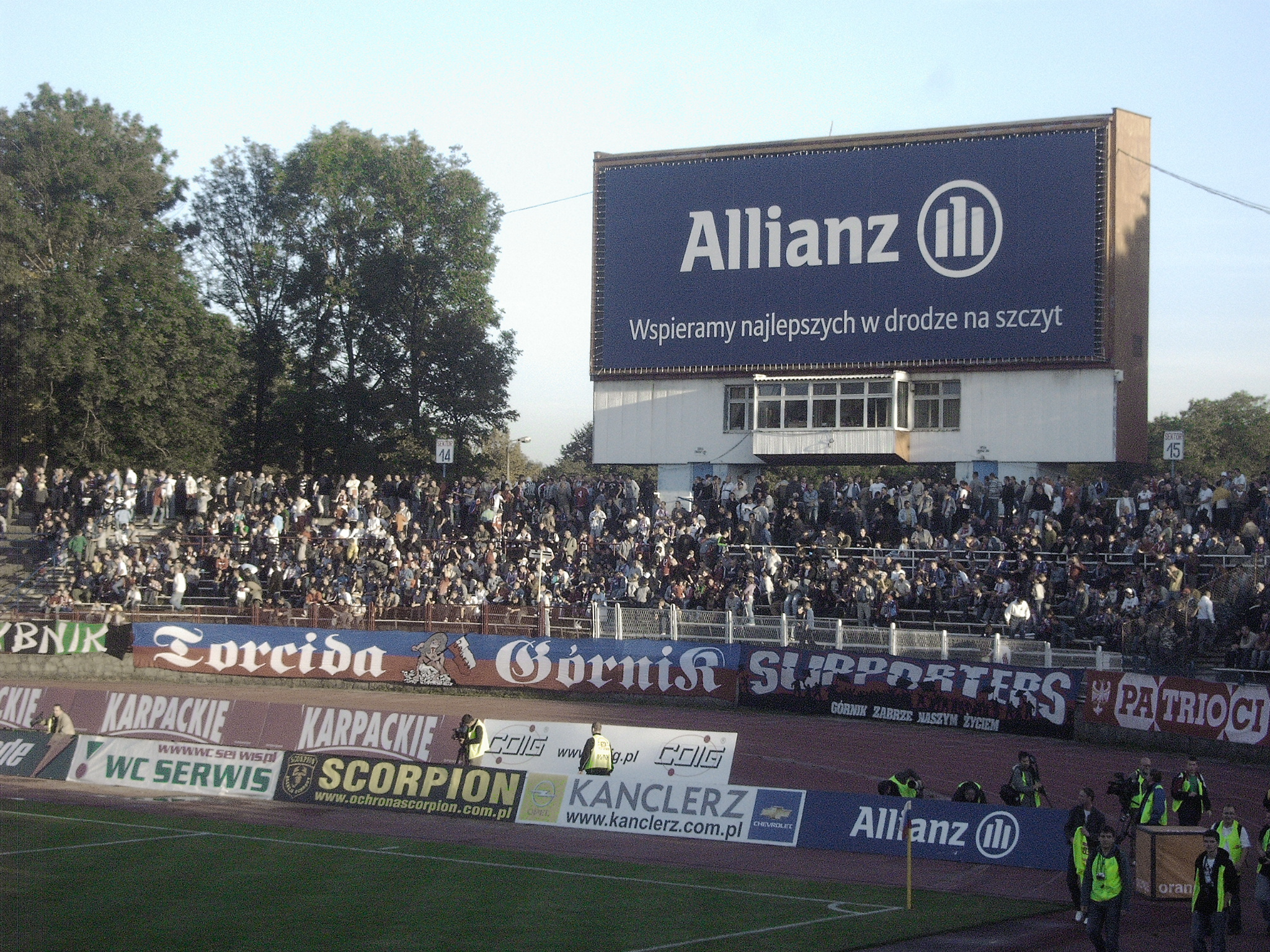
Górnik-Zabrze-Fans im Stadion

2007 gewann Górnik Zabrze nach langer Suche mit dem Versicherer Allianz wieder einen zahlungskräftigen Sponsor und Miteigentümer, wodurch die finanzielle Zukunft des Fußballvereins bis auf Weiteres gesichert wurde. Sportlich konnte jedoch vorerst kein neuer Erfolg erzielt werden. 2009 stieg Górnik Zabrze sogar bei einem Heimspiel gegen Polonia Warschau vor über 22.000 Fans von der Ekstraklasa in die zweitklassige 1. Liga ab. Damit besiegelte die Mannschaft den zweiten Abstieg des Fußballvereins nach 31 Jahren in der Ekstraklasa; das erste Mal war man 1978 abgestiegen. Nach nur einem Jahr in der 1. Liga konnte Górnik Zabrze allerdings den Wiederaufstieg in die Ekstraklasa feiern, obwohl es zwischenzeitlich aufgrund ausbleibender Siege nach nur sechs Monaten einen Trainerwechsel gab. Ryszard Komornicki wurde durch Adam Nawałka ersetzt, der von GKS Katowice zu Górnik Zabrze wechselte. Während der Rückrunde kam auch ein alter Bekannter wieder ans Ernst-Pohl-Stadion. Tomasz Wałdoch übernahm den Posten des Sportdirektors.
Nach erneuten finanziellen Problemen und einer teilweisen Übernahme des Fußballvereins durch die Stadt Zabrze wurde 2011 die Umfirmierung in eine Aktiengesellschaft und der Komplettumbau des Ernst-Pohl-Stadions bekannt gegeben. Aufgrund der Baueinschränkungen wurde die Stadionkapazität zwischenzeitlich auf 3.000 Sitzplätze begrenzt. Seit den Umbaumaßnahmen fasst das Ernst-Pohl-Stadion nun rund 32.000 Zuschauer.
In der Saison 2015/16 wurde Górnik Zabrze mit einem Punkt Rückstand auf Górnik Łęczna Vorletzter und musste damit zum dritten Mal in die 1. Liga absteigen. In der nächsten Saison gelang als Vizemeister hinter Sandecja Nowy Sącz der direkte Wiederaufstieg. In der Saison 2017/18 wurde der Fußballverein als Aufsteiger Dritter und durfte daher an der Qualifikation zur UEFA Europa League 2018/19 teilnehmen, wo er in der zweiten Runde am slowakischen FK AS Trenčín scheiterte.
Zur Saison 2021/22 unterschrieb Lukas Podolski einen Einjahresvertrag bei Górnik Zabrze, dessen Fan der Wahlkölner und im benachbarten Gliwice geborene Spieler seit seinem Kindesalter ist. Nachdem Podolskis Vertrag zwischenzeitlich bis 2025 verlängert worden war, spielte Podolski mit Zabrze sein Abschiedsspiel in Köln am 10. Oktober 2024.

## Erfolge

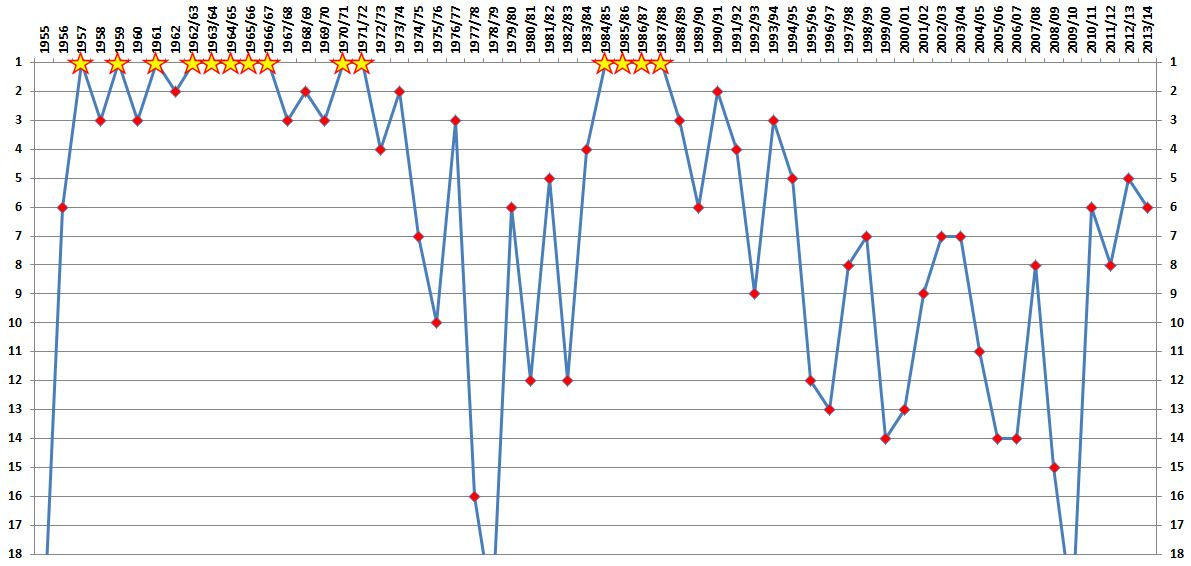
Platzierungen von Górnik Zabrze in der Ekstraklasa von 1955 bis 2014

- Polnischer Meister (14): 1957, 1959, 1961, 1963, 1964, 1965, 1966, 1967, 1971, 1972, 1985, 1986, 1987, 1988
- Polnischer Pokalsieger (6): 1965, 1968, 1969, 1970, 1971, 1972
- Polnischer Superpokal (1): 1988
- Finale des Europapokal der Pokalsieger (1): 1970
- Uhrencup-Sieger (1): 1990

Anmerkung: Im Superpokal stehen sich der Meister und der Pokalsieger des jeweiligen Spieljahres gegenüber.

## Europapokalbilanz
| Saison  | Wettbewerb                    | Runde                  | Gegner               | Gesamt    | Hin                    | Rück          |
| ------- | ----------------------------- | ---------------------- | -------------------- | --------- | ---------------------- | ------------- |
| 1961/62 | Europapokal der Landesmeister | Vorrunde               | Tottenham Hotspur    | 05:10     | 4:2 (H)                | 1:8 (A)       |
| 1963/64 | Europapokal der Landesmeister | Vorrunde               | FK Austria Wien      | 3:2       | 1:0 (H)                | 0:1 (A)       |
| 1963/64 | Europapokal der Landesmeister | Vorrunde               | FK Austria Wien      | 3:2       | 2:1 in Wien            |               |
| 1963/64 | Europapokal der Landesmeister | 1. Runde               | FK Dukla Prag        | 3:4       | 2:0 (H)                | 1:4 (A)       |
| 1964/65 | Europapokal der Landesmeister | Vorrunde               | FK Dukla Prag        | 04:4(L)   | 1:4 (A)                | 3:0 (H)       |
| 1964/65 | Europapokal der Landesmeister | Vorrunde               | FK Dukla Prag        | 04:4(L)   | 0:0 n. V. in Duisburg  |               |
| 1965/66 | Europapokal der Landesmeister | Vorrunde               | LASK                 | 5:2       | 3:1 (A)                | 2:1 (H)       |
| 1965/66 | Europapokal der Landesmeister | 1. Runde               | Sparta Prag          | 1:5       | 0:3 (A)                | 1:2 (H)       |
| 1966/67 | Europapokal der Landesmeister | 1. Runde               | FC Vorwärts Berlin   | 6:4       | 2:1 (H)                | 1:2 (A)       |
| 1966/67 | Europapokal der Landesmeister | 1. Runde               | FC Vorwärts Berlin   | 6:4       | 3:1 in Budapest        |               |
| 1967/68 | Europapokal der Landesmeister | 1. Runde               | Djurgårdens IF       | 4:0       | 3:0 (H)                | 1:0 (A)       |
| 1967/68 | Europapokal der Landesmeister | 2. Runde               | Dynamo Kiew          | 3:2       | 2:1 (A)                | 1:1 (H)       |
| 1967/68 | Europapokal der Landesmeister | Viertelfinale          | Manchester United    | 1:2       | 0:2 (A)                | 1:0 (H)       |
| 1968/69 | Europapokal der Pokalsieger   | 1. Runde               | Spartak Sofia        | 1         |                        |               |
| 1969/70 | Europapokal der Pokalsieger   | 1. Runde               | Olympiakos Piräus    | 7:2       | 2:2 (A)                | 5:0 (H)       |
| 1969/70 | Europapokal der Pokalsieger   | 2. Runde               | Glasgow Rangers      | 6:2       | 3:1 (H)                | 3:1 (A)       |
| 1969/70 | Europapokal der Pokalsieger   | Viertelfinale          | Lewski-Spartak Sofia | (a)4:4(a) | 2:3 (A)                | 2:1 (H)       |
| 1969/70 | Europapokal der Pokalsieger   | Halbfinale             | AS Rom               | (L)4:40   | 1:1 (A)                | 2:2 (H)       |
| 1969/70 | Europapokal der Pokalsieger   | Halbfinale             | AS Rom               | (L)4:40   | 1:1 n. V. in Straßburg |               |
| 1969/70 | Europapokal der Pokalsieger   | Finale                 | Manchester City      | 1:2       | 1:2 in Wien            | 1:2 in Wien   |
| 1970/71 | Europapokal der Pokalsieger   | 1. Runde               | Aalborg BK           | 9:1       | 1:0 (A)                | 8:1 (H)       |
| 1970/71 | Europapokal der Pokalsieger   | 2. Runde               | Göztepe Izmir        | 4:0       | 1:0 (A)                | 3:0 (H)       |
| 1970/71 | Europapokal der Pokalsieger   | Viertelfinale          | Manchester City      | 3:5       | 2:0 (H)                | 0:2 n. V. (A) |
| 1970/71 | Europapokal der Pokalsieger   | Viertelfinale          | Manchester City      | 3:5       | 1:3 in Kopenhagen      |               |
| 1971/72 | Europapokal der Landesmeister | 1. Runde               | Olympique Marseille  | 2:3       | 1:2 (A)                | 1:1 (H)       |
| 1972/73 | Europapokal der Landesmeister | 1. Runde               | Sliema Wanderers     | 10:00     | 5:0 (A)                | 5:0 (H)       |
| 1972/73 | Europapokal der Landesmeister | 2. Runde               | Dynamo Kiew          | 2:3       | 0:2 (A)                | 2:1 (H)       |
| 1974/75 | UEFA-Pokal                    | 1. Runde               | Partizan Belgrad     | 2:5       | 2:2 (H)                | 0:3 (A)       |
| 1977/78 | UEFA-Pokal                    | 1. Runde               | Valkeakosken Haka    | 5:3       | 5:3 (H)                | 0:0 (A)       |
| 1977/78 | UEFA-Pokal                    | 2. Runde               | Aston Villa          | 1:3       | 0:2 (A)                | 1:1 (H)       |
| 1985/86 | Europapokal der Landesmeister | 1. Runde               | FC Bayern München    | 2:6       | 1:2 (H)                | 1:4 (A)       |
| 1986/87 | Europapokal der Landesmeister | 1. Runde               | RSC Anderlecht       | 1:3       | 0:2 (A)                | 1:1 (H)       |
| 1987/88 | Europapokal der Landesmeister | 1. Runde               | Olympiakos Piräus    | 3:2       | 1:1 (A)                | 2:1 (H)       |
| 1987/88 | Europapokal der Landesmeister | 2. Runde               | Glasgow Rangers      | 2:4       | 1:3 (A)                | 1:1 (H)       |
| 1988/89 | Europapokal der Landesmeister | 1. Runde               | Jeunesse Esch        | 7:1       | 3:0 (H)                | 4:1 (A)       |
| 1988/89 | Europapokal der Landesmeister | 2. Runde               | Real Madrid          | 2:4       | 0:1 (H)                | 2:3 (A)       |
| 1989/90 | UEFA-Pokal                    | 1. Runde               | Juventus Turin       | 2:5       | 0:1 (H)                | 2:4 (A)       |
| 1991/92 | UEFA-Pokal                    | 1. Runde               | Hamburger SV         | 1:4       | 1:1 (A)                | 0:3 (H)       |
| 1994/95 | UEFA-Pokal                    | 1. Runde               | Shamrock Rovers      | 8:0       | 7:0 (H)                | 1:0 (A)       |
| 1994/95 | UEFA-Pokal                    | 2. Runde               | FC Admira/Wacker     | 3:6       | 2:5 (A)                | 1:1 (H)       |
| 1995    | UEFA Intertoto Cup            | Gruppenphase           | Aarhus GF            | 1:4       | 1:4 (A)                |               |
| 1995    | UEFA Intertoto Cup            | Gruppenphase           | FC Basel             | 1:2       | 1:2 (H)                |               |
| 1995    | UEFA Intertoto Cup            | Gruppenphase           | Sheffield Wednesday  | 2:3       | 2:3 (A)                |               |
| 1995    | UEFA Intertoto Cup            | Gruppenphase           | Karlsruher SC        | 1:6       | 1:6 (H)                |               |
| 2018/19 | UEFA Europa League            | 1. Qualifikationsrunde | FC Zaria Bălți       | 2:1       | 1:0 (H)                | 1:1 (A)       |
| 2018/19 | UEFA Europa League            | 2. Qualifikationsrunde | FK AS Trenčín        | 1:5       | 0:1 (H)                | 1:4 (A)       |

Gesamtbilanz: 80 Spiele, 32 Siege, 16 Unentschieden, 32 Niederlagen, 134:128 Tore (Tordifferenz +6)

## Kader 2025/26
Stand: 31. Juli 2025
| Nr. |             | Position | Name                |
| --- | ----------- | -------- | ------------------- |
| 1   | Polen       | TW       | Marcel Łubik        |
| 5   | Polen       | AB       | Kryspin Szcześniak  |
| 7   | Slowenien   | MF       | Luka Zahovič        |
| 8   | Tschechien  | MF       | Patrik Hellebrand   |
| 9   | Brasilien   | ST       | Gabriel Barbosa     |
| 10  | Deutschland | ST       | Lukas Podolski      |
| 11  | Nigeria     | ST       | Taofeek Ismaheel    |
| 14  | Polen       | MF       | Jarosław Kubicki    |
| 15  | Deutschland | ST       | Roberto Massimo     |
| 16  | Polen       | AB       | Paweł Olkowski      |
| 17  | Polen       | ST       | Kamil Lukoszek      |
| 18  | Tschechien  | MF       | Lukáš Ambros        |
| 19  | Polen       | MF       | Natan Dzięgielewski |
| 20  | Spanien     | AB       | Josema              |
| 22  | Nigeria     | ST       | Abbati Abdullahi    |
| 23  | Norwegen    | MF       | Sondre Liseth       |

| Nr. |              | Position | Name                 |
| --- | ------------ | -------- | -------------------- |
| 24  | Polen        | AB       | Radosław Szafrański  |
| 25  | Polen        | TW       | Antoni Bałabuch      |
| 26  | Polen        | AB       | Rafał Janicki        |
| 27  | Polen        | AB       | Dominik Szala        |
| 28  | Frankreich   | MF       | Bastien Donio        |
| 30  | Frankreich   | ST       | Ousmane Sow          |
| 55  | Polen        | AB       | Maksymilian Pingot   |
| 61  | Tschechien   | AB       | Michal Sáček         |
| 64  | Slowenien    | AB       | Erik Janża           |
| 74  | Griechenland | ST       | Theodoros Tsirigotis |
| 79  | Korea Sud    | MF       | Goh Young-jun        |
| 80  | Montenegro   | MF       | Matija Marsenić      |
| 81  | Slowakei     | AB       | Matúš Kmeť           |
| 92  | Polen        | TW       | Piotr Pietryga       |
| 99  | Polen        | TW       | Tomasz Loska         |
| -   | Polen        | ST       | Aleksander Tobolik   |

## Trainer
- Ferenc Szusza (1970–1971)
- Henryk Kasperczak (2008–2009)
- Robert Warzycha (2014–2015)
- Marcin Brosz (2016–2021)

## Spieler
- Zygmunt Anczok
- Błażej Augustyn
- Henryk Bałuszyński
- Jakub Błaszczykowski
- Grzegorz Bonin
- Jerzy Brzęczek
- Krzysztof Bukalski
- Ryszard Cyron
- Adam Danch
- Alexander Famulla
- Roman Gergel
- Jerzy Gorgoń
- Tomasz Hajto
- Andrzej Iwan
- Róbert Jež
- Ryszard Komornicki
- Roman Lentner
- Włodzimierz Lubański
- Waldemar Matysik
- Sergei Mošnikov
- Andrzej Niedzielan
- Paweł Olkowski
- Boris Peškovič
- Lukas Podolski
- Ernst Pohl
- Sebastian Przyrowski
- Daniel Sikorski
- Waldemar Slomiany
- Radosław Sobolewski
- Thomas Sobotzik
- Andrzej Szarmach
- Zygfryd Szołtysik
- Jan Urban
- Tomasz Wałdoch
- Józef Wandzik